# Arctia albisignata
Arctia albisignata är en fjärilsart som beskrevs av Smith 1953. Arctia albisignata ingår i släktet Arctia och familjen björnspinnare. Inga underarter finns listade i Catalogue of Life.